# Doğubeyazıt
Doğubeyazıt, bis 1934 Beyazıt (auch Doğubayazıt, kurdisch Bazîd), ist eine Stadt mit rund 80.000 Einwohnern in der Provinz Ağrı im äußersten Osten der Türkei und der dazugehörige Bezirk.

## Geographie
Die Stadt liegt in einer weiten Grasebene auf einer Höhe von 1625 Metern und befand sich an einer wichtigen Handelsroute, die Trabzon mit Täbris verband. Man weiß laut Sevan Nişanyan nicht, welcher Bayezid dem Ort den Namen gab.
Der Landkreis grenzt intern im Osten an die Kreise Diyadin und Taşlıçay und extern im Norden an die Provinz Igdir, im Süden an die Provinz Van und im Osten an den Nachbarstaat Iran. Der Kreis Doğubeyazıt ist ein Haupt-Durchgangsort für Iran-Reisende, die den Grenzübergang Gürbulak-Bazergan ins Nachbarland benutzen (rund 35 km von der Stadt Doğubeyazıt entfernt).
Der flächenmäßig größte Landkreis der Provinz gliedert sich in die Kreisstadt (67,5 Prozent der Kreisbevölkerung) und in 85 Dörfer (Köy), von denen 30 Dörfer mehr Einwohner als der Durchschnitt (454 Einw.) haben. Davon haben acht Dörfer mehr als 1000 Einwohner:
- Gürbulak (2205)
- Yılanlı (1900)
- Karabulak (1753)
- Telçeker (1636)
- Esnemez (1598)
- Çiftlik (1572)
- Bardaklı (1447)
- Sağdıç (1083)

Die Bevölkerungsdichte (52,7 Einw. je km²) liegt oberhalb des Provinzwertes.

## Geschichte
Doğubeyazıt hat eine lange Geschichte und war zeitweise wichtiger als die Provinzhauptstadt Ağrı. Auf Armenisch hieß der Ort Daruynk‘ oder Taruynk‘. Der etwa fünf Kilometer südlich der heutigen Stadt gelegene Ort war Teil des Reiches von Urartu aus dem 7.–8. Jahrhundert v. Chr. Nach Urartu herrschten hier unter anderem die Perser, Römer, Araber, Armenier und Byzantiner. Alle nutzten die Ebene von Doğubeyazıt als Rastplatz und Zwischenstation vor ihren Zügen in die Berge. Ab dem 11. Jahrhundert herrschten hier Türken und Mongolen.
Die Festung von Doğubeyazıt wurde mehrmals um- und ausgebaut. 1374 ließ sie der Dschalairide Şehzade Bayazıt Han auch umbauen. Der Name Bayazıt ging dann auf die Stadt über, die von da an Bayazıt/Beyazid hieß. 1514 wurde Bayazıt Teil des Osmanischen Reiches. Einer der osmanischen Verwalter namens İshak Pascha ließ zwischen 1685 und 1784 den Ishak-Pascha-Palast (türkisch İshak Paşa Sarayı) errichten.
Bayazıt war Schauplatz des Türkisch-Persischen Krieges von 1821–1822. Am 28. August 1828 wurde die Stadt von den russischen Truppen unter der Führung von Fürst Alexander Tschawtschawadse eingenommen, wurde jedoch nach dem Frieden von Adrianopel dem Russischen Kaiserreich nicht übergeben. Im Krimkrieg (1853–1856) wurde Beyazıt am 5./17. Mai 1854 von der russischen Armee unter der Führung von Baron Karl Karlowitsch Wrangel, im Russisch-Osmanischen Krieg von 1877–1878 am 17./29. April 1877 von den Russen unter der Führung von General Arsas Artemijewitsch Tergukassow eingenommen. Am 25. Juni 1877 wurden sie jedoch zurückgeworfen und waren gezwungen zur Verteidigung überzugehen. Bei der Belagerung von Beyazıt musste sich die kleine russische Garnison 23 Tage in der Festung von Beyazıt gegen die osmanische Armee verteidigen. Die russische Garnison (1650 Kämpfer) widerstand den Angriffen der Osmanen (12.000 Kämpfer) vom 6.–28. Juni 1877. Viele der Soldaten wurden später mit der Medaille „für die heldenhafte Verteidigung von Bajaset 1877“ ausgezeichnet. Nach dem Frieden von San Stefano sollte die Stadt dem Russischen Reich angeschlossen werden, was jedoch vom Berliner Kongress gekündigt wurde. Als sich die Russen zurückzogen, flohen viele armenische Bewohner der Stadt mit ihnen. Diese gründeten später die Stadt Nor Bayazid (heute Gawar in Armenien). 1930 wurde die Stadt nach dem Ararat-Aufstand zerstört und 6 km weiter neu erbaut.

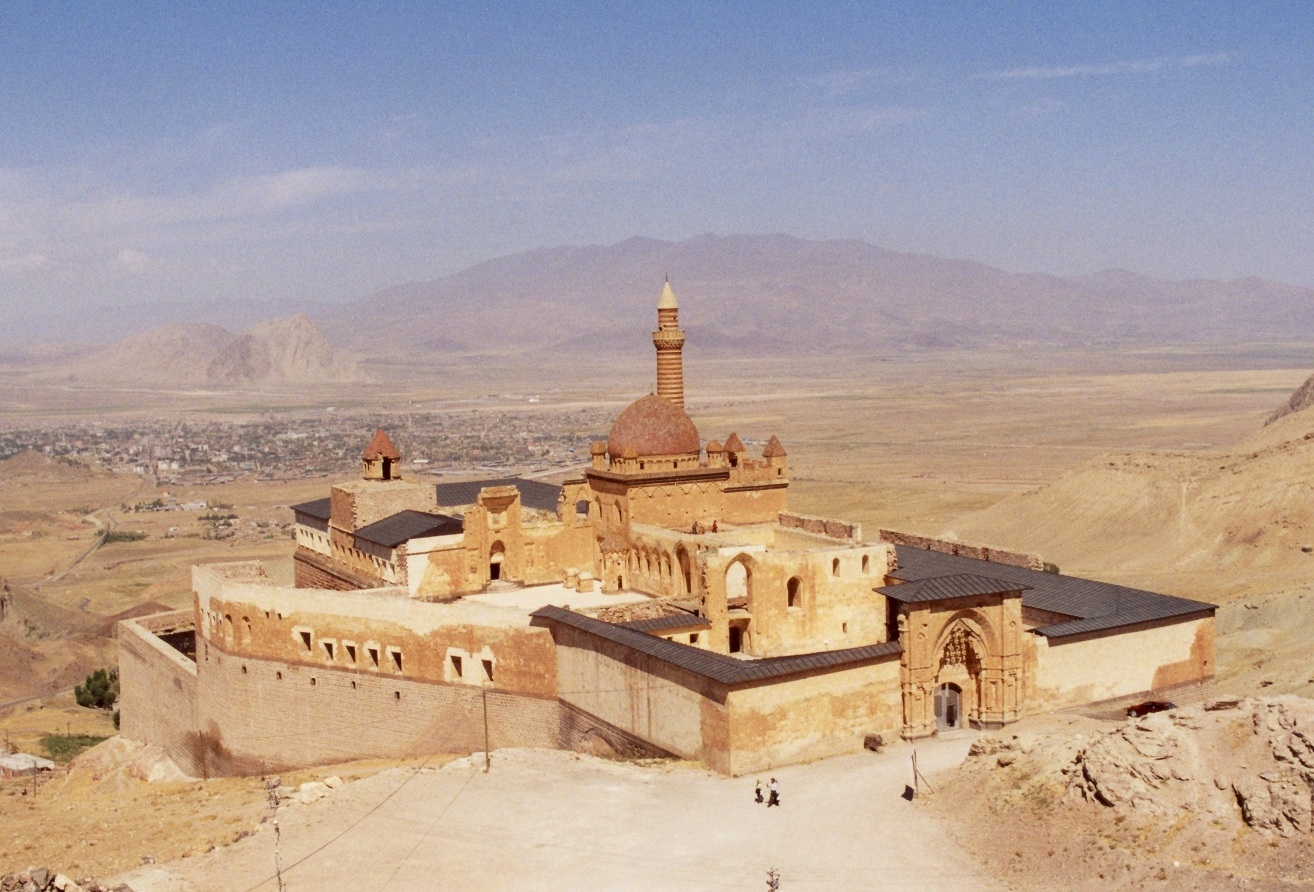
Ishak-Pascha-Palast mit Doğubeyazıt im Hintergrund
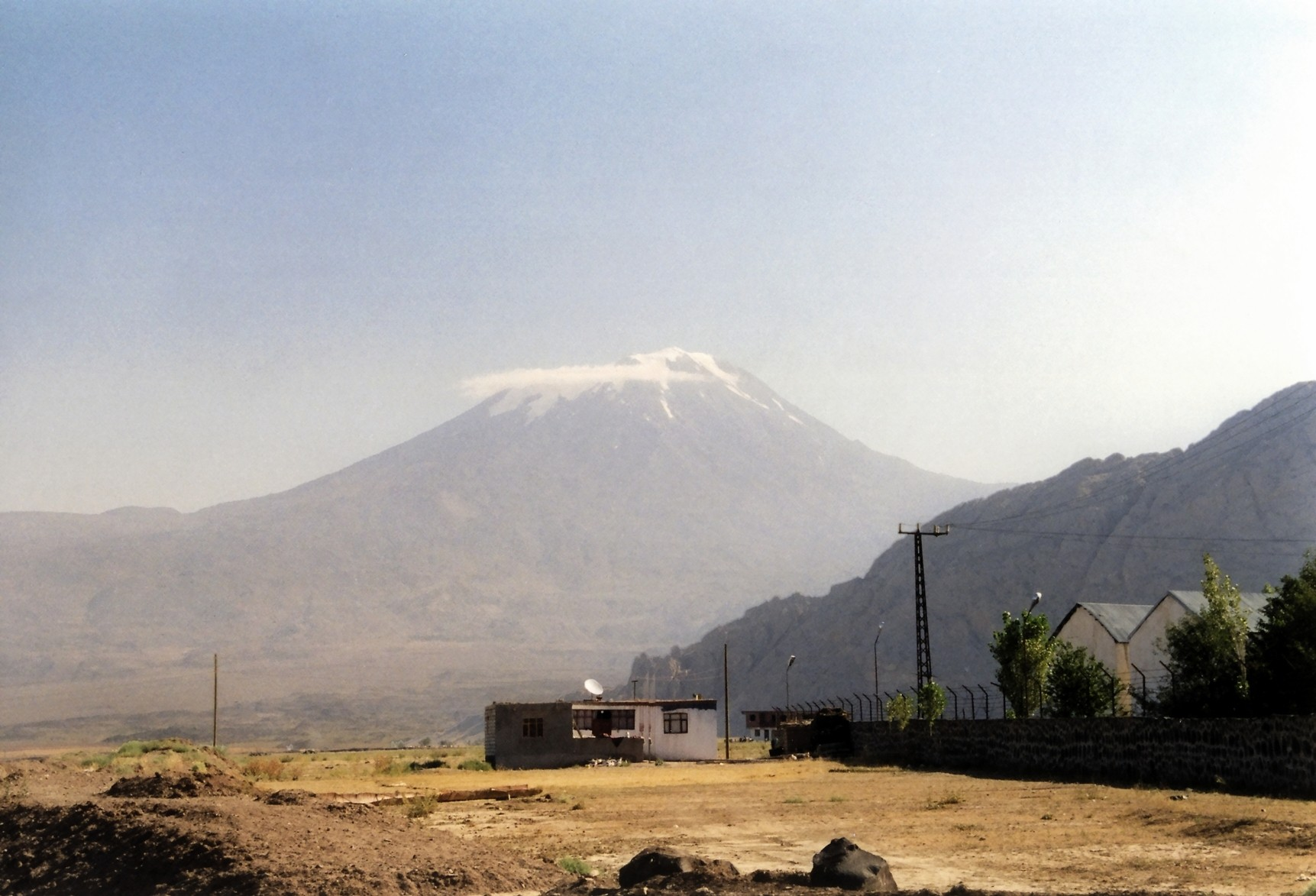
Der Große Ararat von Doğubeyazıt aus gesehen

## Politik
Von 2014 bis 2017 waren Murat Rohat Özbay und Delal Tekdemir Co-Bürgermeister von Doğubeyazıt. Tekdemir und Özbay wurden am 5. Februar 2017 aufgrund von Terrorvorwürfen festgenommen. Mit ihnen wurden auch Vize-Bürgermeister Bülent Erişik sowie die Gemeinderatsmitglieder Mustafa Ergül, Z. Abidin Kızılay, Halime Keskin und Bora Çoktin festgenommen. Mit Kaymakam Ulaş Akhan wurde in Doğubeyazıt ein nicht vom Volk gewählter Zwangsverwalter eingesetzt.
Bei den Kommunalwahlen am 31. März 2019 gewann mit 68,39 Prozent der Kandidat der HDP, Yıldız Acar, vor dem Kandidaten der AKP (Ertuğrul Eryılmaz).

## Söhne und Töchter
- İsmail Beyazidi (1654–1709), Dichter und Schriftsteller
- Recai Aytas (* 1964), deutscher Politiker (SPD)